# Dryptosaurus
Dryptosaurus, (do grego drypto, "eu corto", e saurus, "lagarto") foi um género de dinossauro tiranossauroide, que viveu na América do Norte no final do Cretáceo (começo da época Maastrichtiana). A espécie-tipo é Dryptosaurus aquilunguis.

## Descoberta

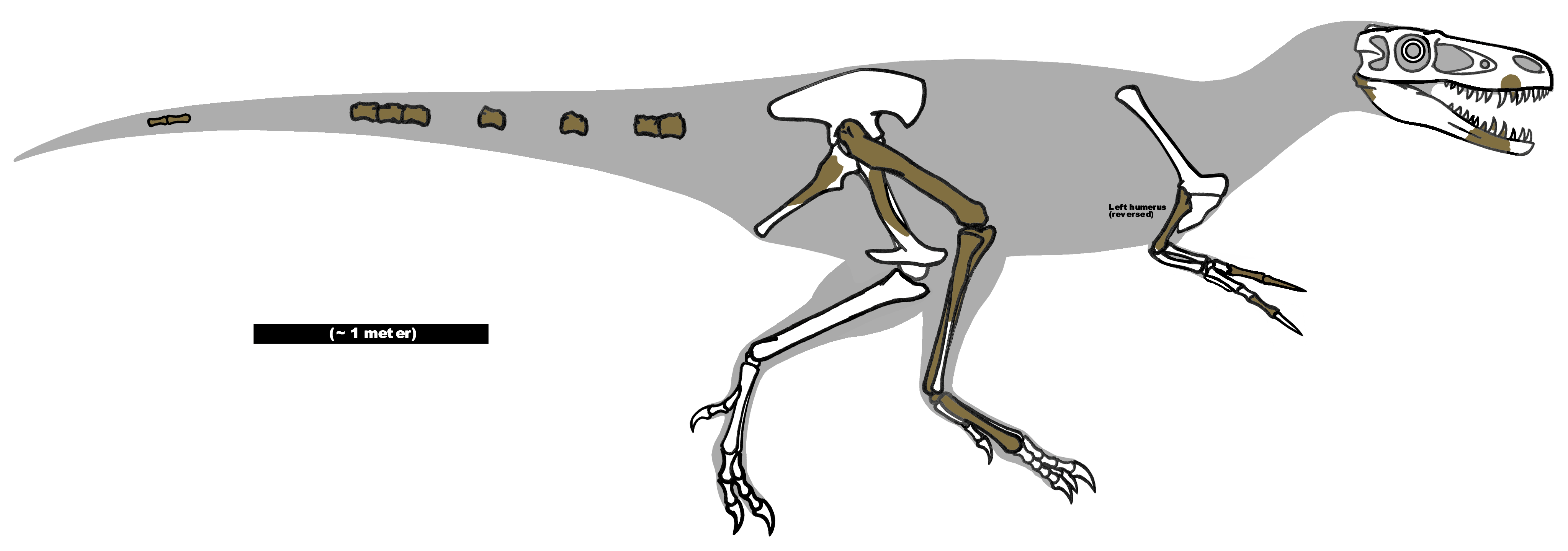
Os ossos de Dryptosaurus que foram achados em Nova Jersey

O esqueleto parcial foi encontrado há mais de 100 anos pelos trabalhadores de uma pedreira em Nova Jersey. O nome que lhe foi dado originalmente foi Laelaps, mas como já existia uma aranha assim designada, o fóssil foi redesignado Dryptosaurus.

## Descrição

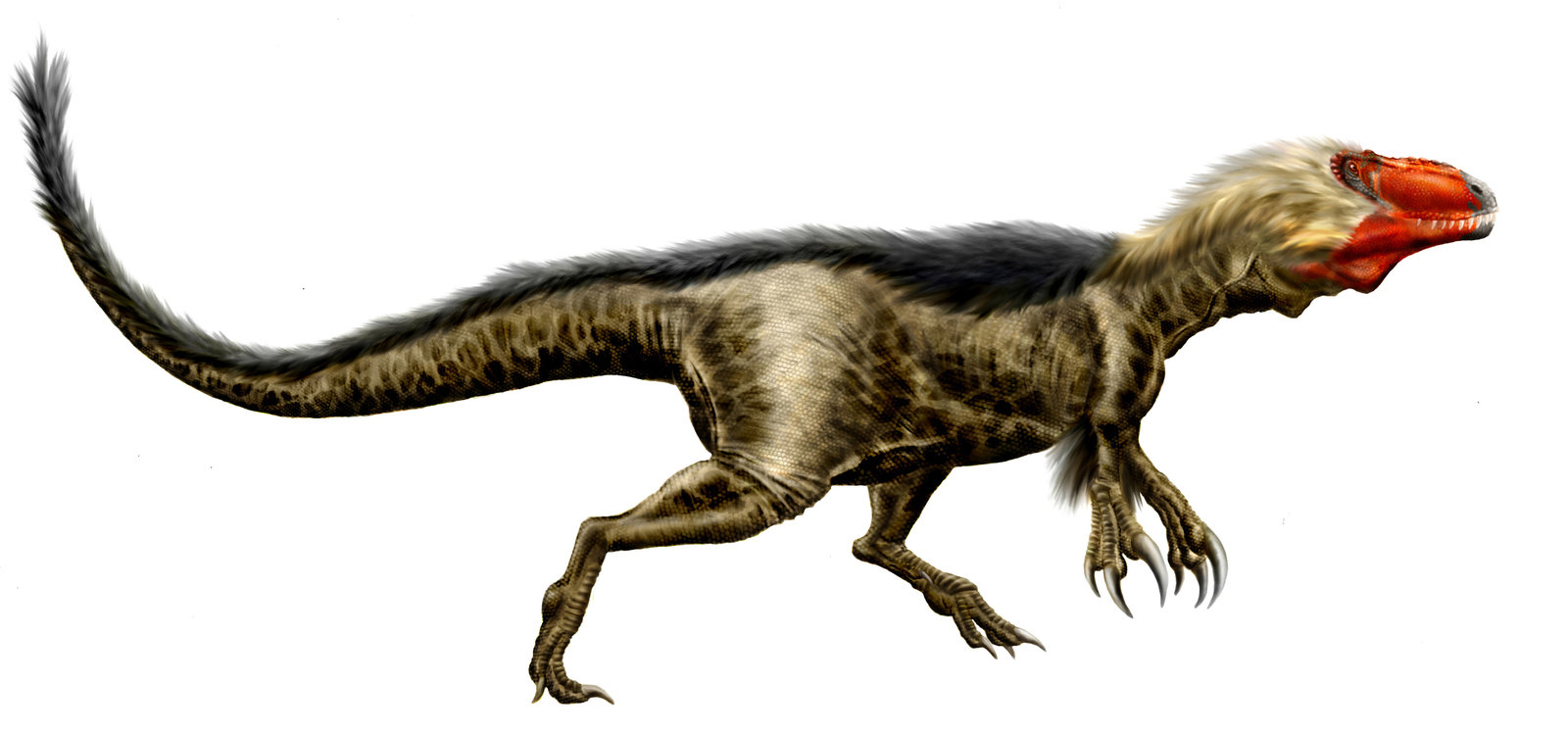
Representação de um Dryptosaurus

A única parte do crânio do Dryptosaurus localizada é uma porção das mandíbulas. Os dentes tinham serras como as de uma faca, o que demonstra que o animal era carnívoro. A hipótese é sustentada por uma grande garra de 20 centímetros, mãos dotadas de garras como as de uma águia provavelmente ajudavam o Dryptosaurus a segurar as presas que se debatiam. Seu nome quer dizer "lagarto lacerante", em referência às garras. Mesmo tendo sido encontrado em fragmentos, uma porção suficiente do esqueleto foi localizada para demonstrar que o animal tinha altura de cerca de 2,40 metros nos quadris. As pernas traseiras eram muito mais longas que as frontais, de modo que o Dryptosaurus provavelmente caminhava sobre as patas traseiras, usando a cauda para manter o equilíbrio.

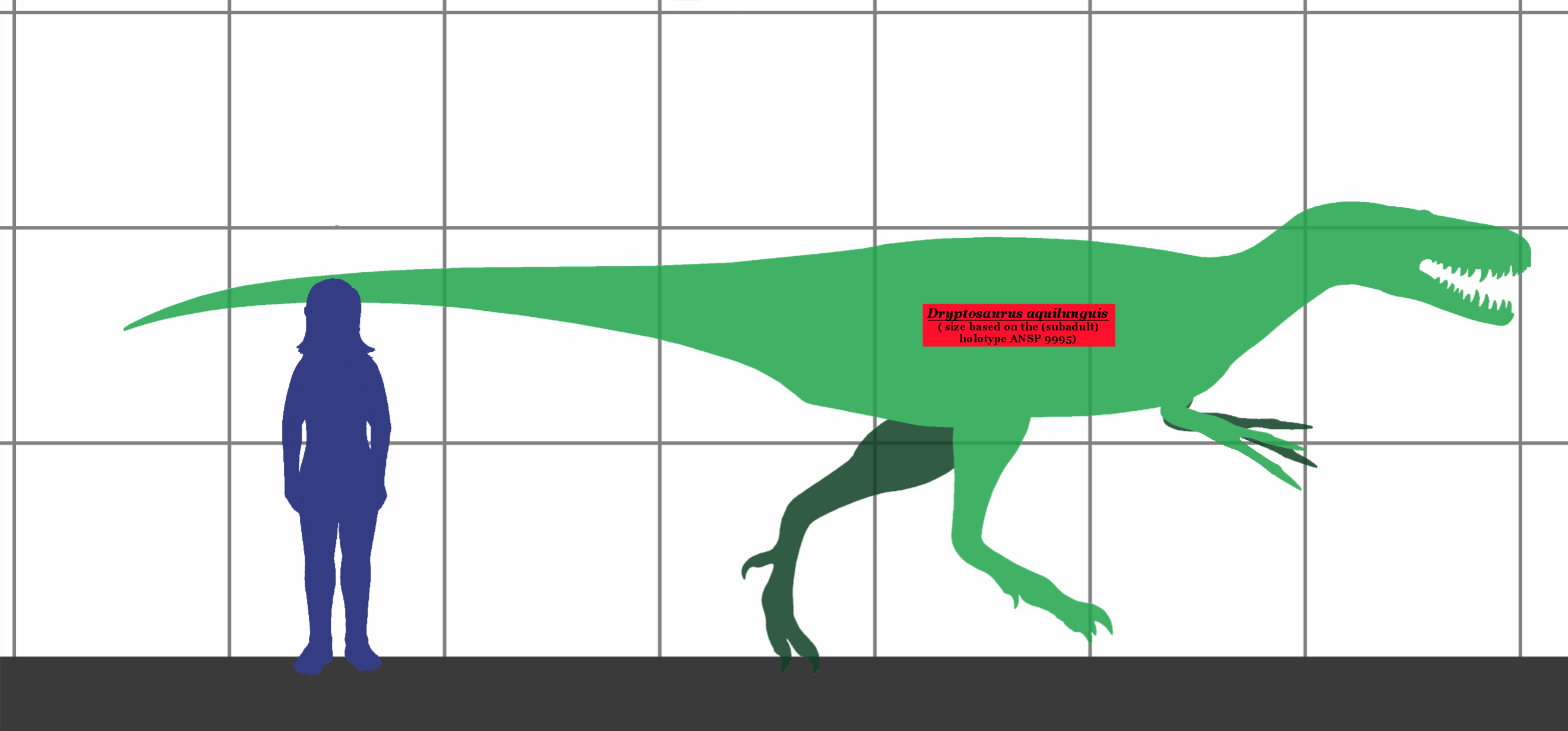
Comparação de tamanho entre o Dryptosaurus e um ser humano

O Dryptosaurus representa um enigma porque sua relação com outros dinossauros carnívoros é desconhecida. Ainda que seja considerado semelhante ao Tiranossauro, seus membros eram mais longos em relação ao tamanho do corpo, e as garras das mãos eram mais recurvas. Os cientistas esperam que seja possível compreendê-lo melhor quando o esqueleto tiver sido completamente reestudado.